# Singapurische Badmintonmeisterschaft 1948/49
Die Singapurische Badmintonmeisterschaft 1948/49 fand an mehreren Terminen im Oktober, November und Dezember des Jahres 1948 statt. 

## Sieger und Finalisten
| Disziplin    | Gold                          | Silber                            |
| ------------ | ----------------------------- | --------------------------------- |
| Herreneinzel | Wong Peng Soon                | Ong Poh Lim                       |
| Dameneinzel  | Chionh Hiok Chor              | Helen Heng                        |
| Herrendoppel | Wong Peng Soon Teoh Peng Hooi | Ong Poh Lim Tan Chong Tee         |
| Damendoppel  | Helen Heng Wang Siew Eng      | Eunice de Souza Alice Pennefather |
| Mixed        | Wong Peng Soon Waileen Wong   | Ong Poh Lim Helen Heng            |
| Interclub    | Eclipse B. P.                 | Useful B. P.                      |

## Finalresultate
| Disziplin    | Sieger                        | Finalist                          | Ergebnis           |
| ------------ | ----------------------------- | --------------------------------- | ------------------ |
| Herreneinzel | Wong Peng Soon                | Ong Poh Lim                       | 15–9, 15–11        |
| Dameneinzel  | Chionh Hiok Chor              | Helen Heng                        | 12–10, 2–11, 11–7  |
| Herrendoppel | Teoh Peng Hooi Wong Peng Soon | Ong Poh Lim Tan Chong Tee         | 15–8, 17–15        |
| Damendoppel  | Helen Heng Ong Siew Eng       | Eunice de Souza Alice Pennefather | 7–15, 18–14, 15–11 |
| Mixed        | Wong Peng Soon Waileen Wong   | Ong Poh Lim Helen Heng            | 15–5, 15–8         |